# 渡良瀬川
渡良瀬川（わたらせがわ）は、北関東を流れる利根川水系利根川支流の一級河川である。流路延長107.6kmは利根川の支流中で、鬼怒川、小貝川に次いで第3位の長さを持つ。流域面積2,621km2は利根川の支流中では最大である。

## 地理
栃木県日光市と群馬県沼田市との境にある皇海山（すかいさん）に源を発し、足尾山塊の水を集め草木ダムを経て南西に流れる。群馬県みどり市（大間々町）で平野に出て、南東へ急に向きを変え、桐生市から足利市・太田市・佐野市・館林市など、おおむね群馬・栃木の県境付近（両毛地域）を東南東へ流れる。
栃木県栃木市藤岡地域で明治・大正期に開削された洪積台地（藤岡台地）を東へ抜けた後、南に向きを変え、渡良瀬遊水地に入り巴波川（うずまがわ）、思川を併せる。茨城県と埼玉県の県境を南へ流れ、茨城県古河市と埼玉県加須市の境界で利根川に合流する。
一般的に日光市足尾地区渡良瀬にある神子内川との合流部から下流が渡良瀬川であり、これより上流は松木川（まつきがわ）と呼び分けられている。なお国土交通省では、足尾ダムから神子内川までの合流部分も含めて渡良瀬川と定めている。また、足尾ダムよりも上流部の松木川も渡良瀬川と呼ぶことがある。

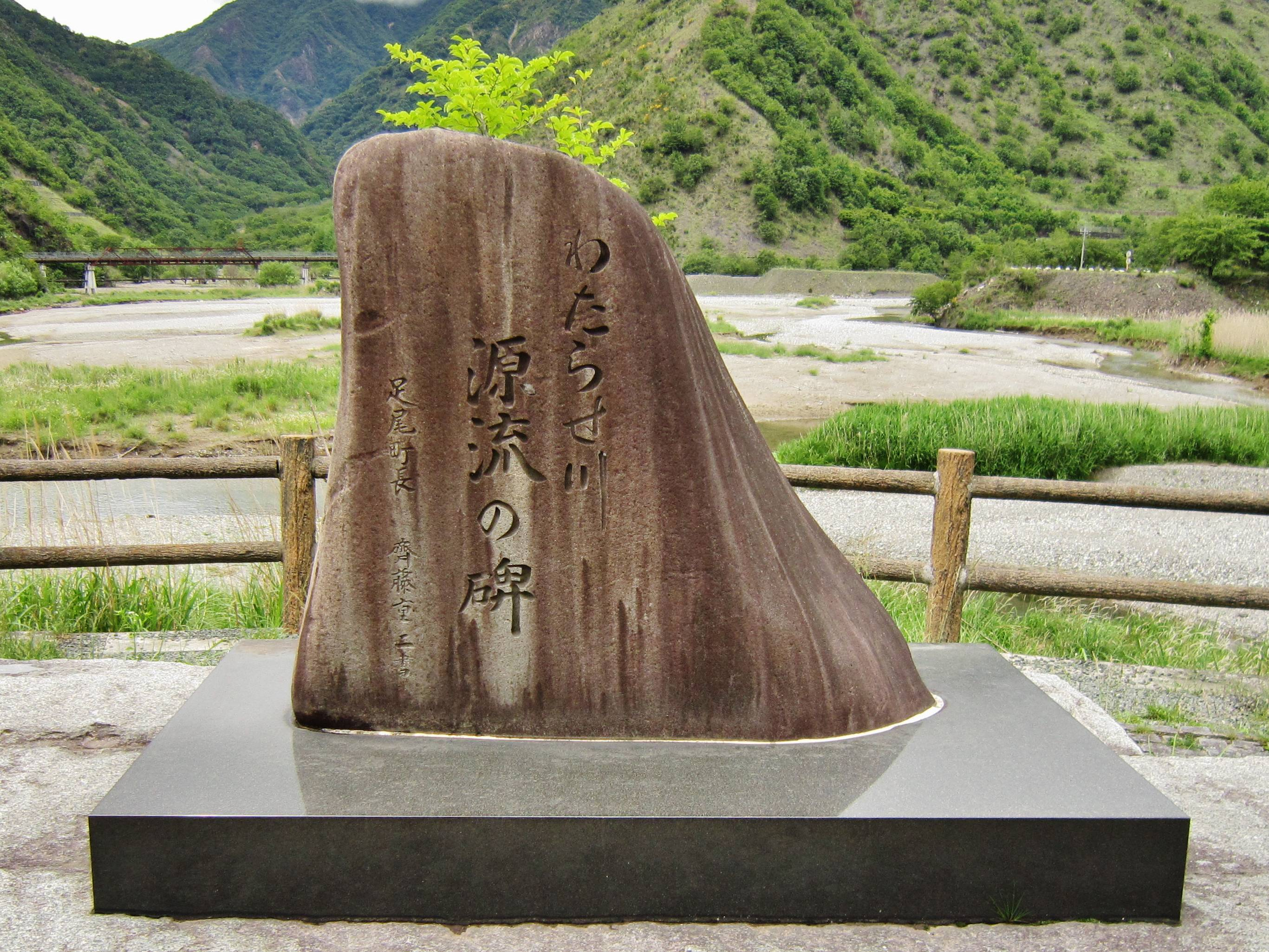
源流の碑 （足尾ダム湖畔）
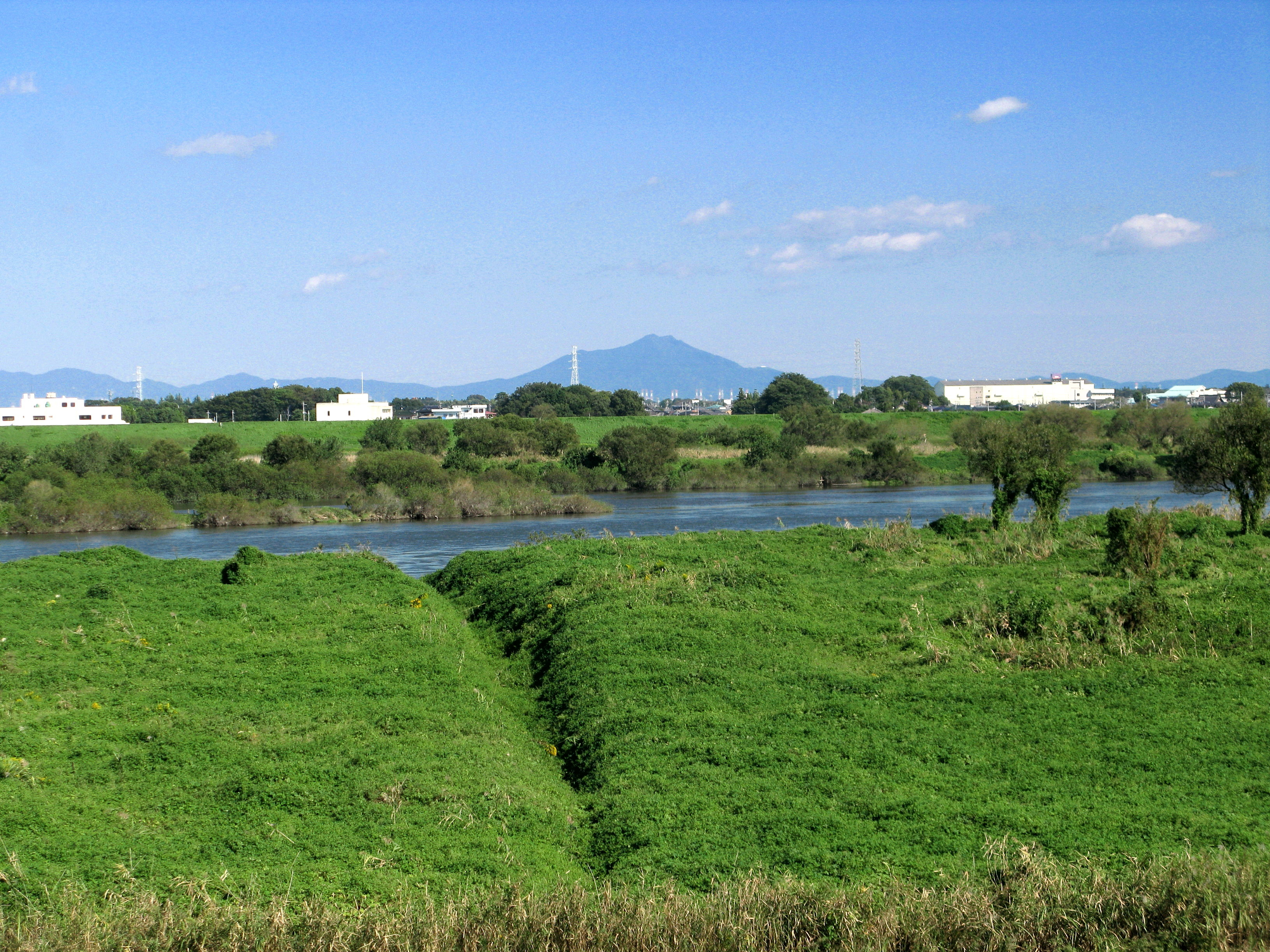
河口 （利根川合流点）

## 名称の由来
上流にある足尾町の渡良瀬という地名に由来する。伝承によれば、この地名は日光を開山した勝道上人による命名である。勝道上人が川を渡ろうとしたところ、渡るのにちょうど良い浅瀬があったのでその場所を渡良瀬と名づけたという。

## 歴史
およそ5万年前までの流路は、関東平野へ出た大間々町（2006年からみどり市）付近から南向きに深谷市方向へ流れ、利根川へ合流した。大間々町を扇頂とする大間々扇状地を形成した。
その後、渡良瀬川は東向きへ流路を変え、東京湾へ南流する思川の河道へ向かった。すなわち現在の桐生市・足利市・太田市・館林市を通り板倉町へ至り。そこから南下し加須市の旧大利根町域付近で思川と合流した 。およそ5000年前の縄文海進時はこの渡良瀬川河道には板倉町付近まで東京湾が湾入した。
古代には、渡良瀬川の本流は桐生川との合流点（足利市小俣）より下流は太田市との境を蛇行しながら東流し（現在の矢場川）、上野国・下野国の国境となっていた。板倉町の大曲・細谷付近では館林市との境界を東流し、藤岡台地（洪積台地）の縁に当たって向きを変え南下していた。
ただしその後、本流は、只上・市場町付近（上野国太田）で、より北へ流路を変え（桐生川・松田川の河道へ近づき）、次第に下野国内を東流するようになり、現在の矢場川を流れなくなっていった。
板倉町の海老瀬（本郷）地区では藤岡台地の縁に沿った南下から再び東へ向きを変え、洪積台地の幅が狭くなった地点を掘り割る形で旧谷中村方向へ向けて流れていた。ここを抜けた後は、海老瀬地区（上野国）と旧谷中村（下野国）の境界を屈曲を繰り返しながら南流し、七曲がりと呼ばれた。加須市小野袋で旧合の川（利根川の支流）と合流し、そこからは下野国・武蔵国の国境を流れ（長さ約1km）、古河市のすぐ西で思川と合流した。
思川との合流以降南流し、武蔵国・下総国の国境を4km流れた後、当時の利根川本流への合流へ向かう分流と別れ、下総国葛飾郡を50km貫流し東京湾へ注いだ。下流部は現在の江戸川の流路に近く、「太日川」（ふといがわ）と呼ばれた。当時の利根川本流とはほぼ平行して南流し、東京湾への河口も異なっていた。
戦国時代後期に、現在の足利市では渡良瀬川の河道を本格的に矢場川から分離させ移す工事が行われ、現在の渡良瀬川本流となった。
元和7年（1621年）に新たな利根川本流河道として新川通を開削して、加須市旗井（久喜市栗橋の北1km）で利根川を渡良瀬川へ接続し、以降は、渡良瀬川は利根川の支流となった。
寛文4年（1664年）に、矢場川を館林市木戸から下早川田まで開削し渡良瀬川本流に合流させた。この新たな矢場川河道（および合流点より下流の渡瀬川）に合わせて上野国・下野国の国境も移動された。
大正7年（1918年）に藤岡台地を開削・通水し、藤岡町赤麻・渡良瀬遊水地を経由する河道となった。

## 支流
- 神子内川
- 庚申川
- 黒坂石川
- 小中川
- 小黒川
- 深沢川
- 桐生川
- 松田川
- 出流川
- 旗川
- 矢場川
- 秋山川
- 巴波川
- 思川
- 谷田川
- 旧川

## 河川施設

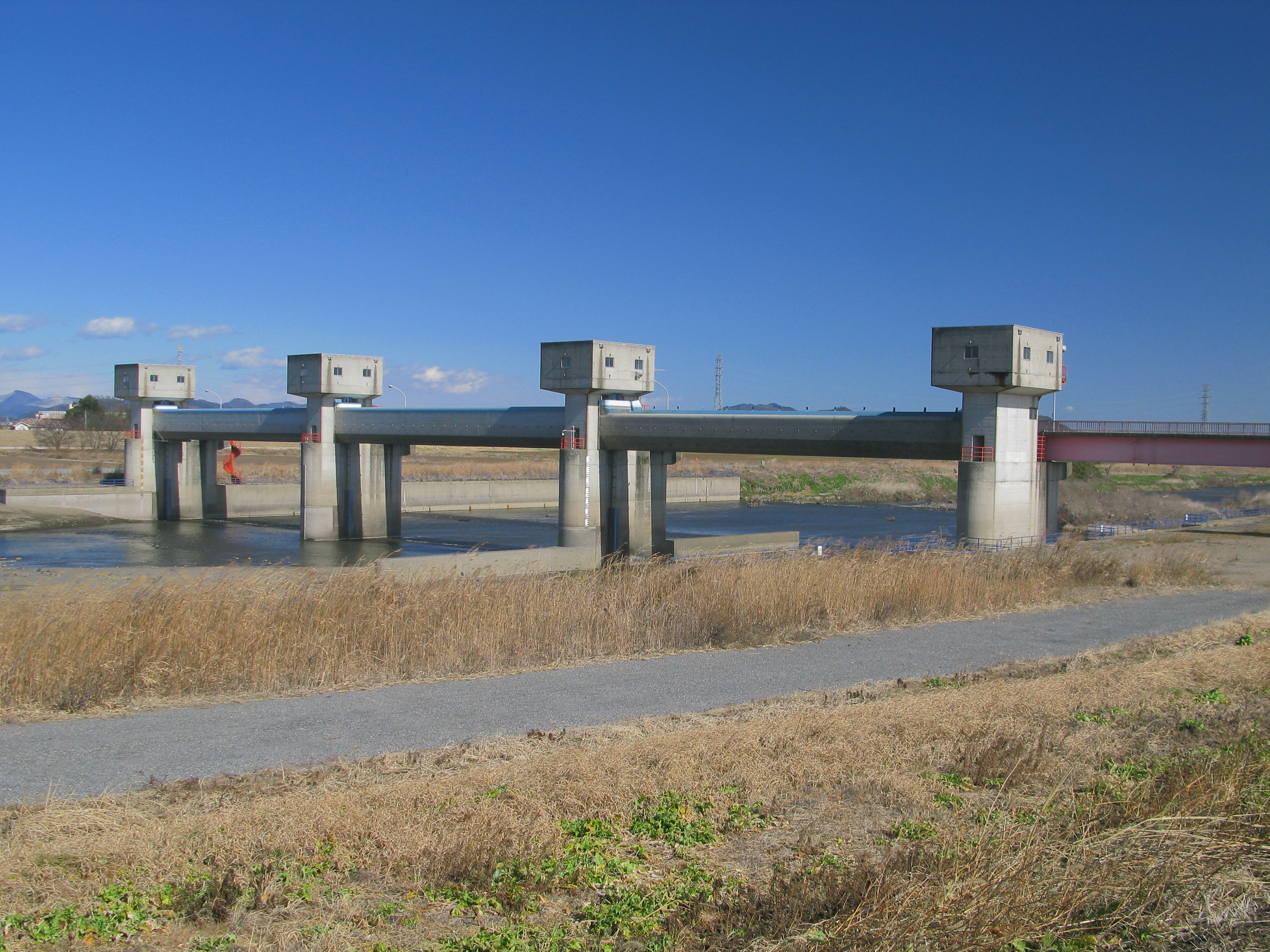
邑楽頭首工

- 足尾砂防ダム
- 草木ダム
- 高津戸ダム（英語版）
- 渡良瀬遊水地
- 庚申ダム（庚申川）
- 黒坂石ダム（黒坂石川）
- 桐生川ダム（桐生川）
- 松田川ダム（松田川）
- 南摩ダム（思川左支川南摩川）
- 大間々頭首工
- 太田頭首工
- 邑楽頭首工

## 橋梁
上流
- 銅橋（あかがねはし）
- 古河橋
- 新古河橋
- 南橋橋
- 名称不明（旧足尾町立足尾本山小学校前）
- 間藤橋

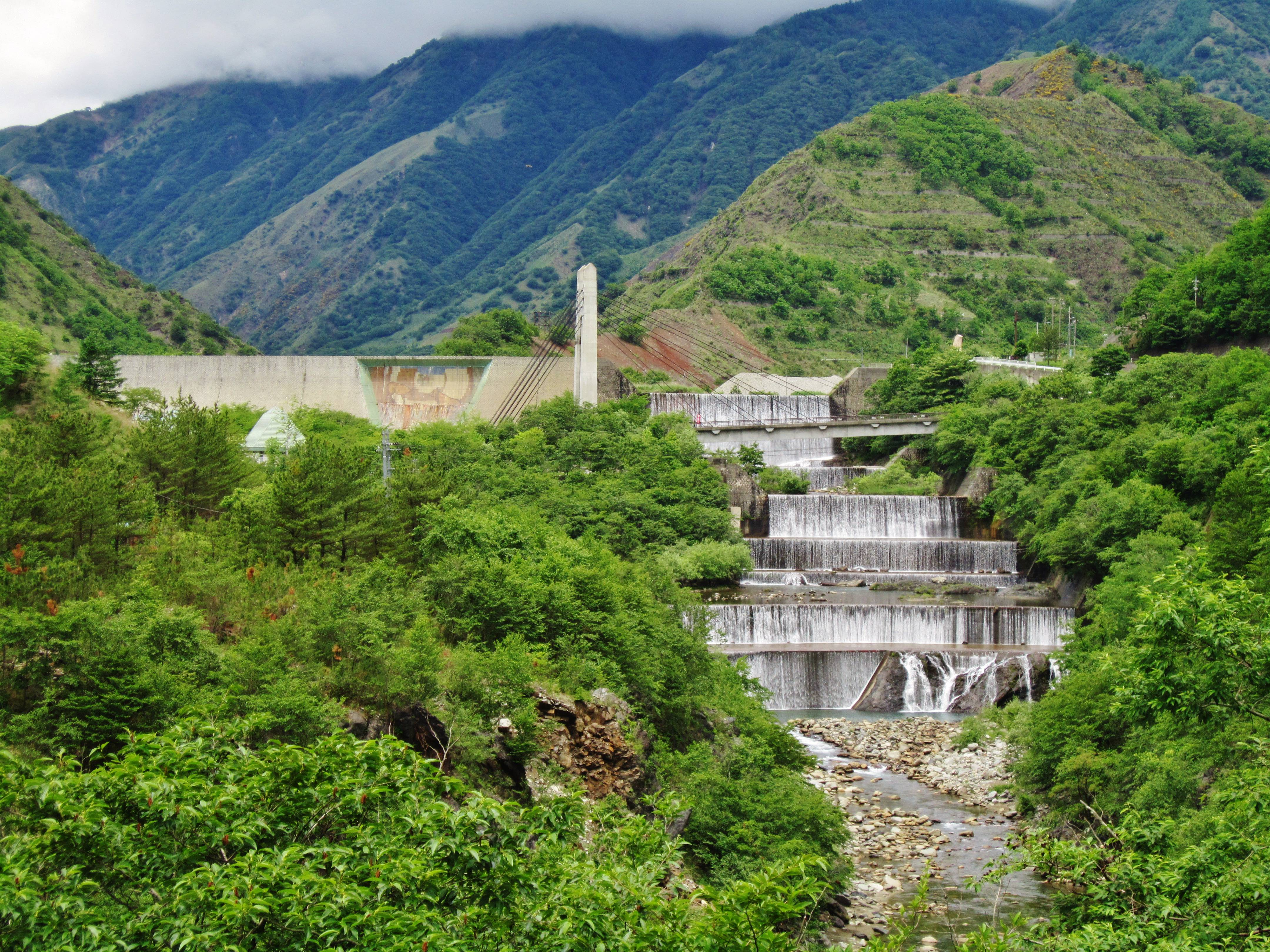
足尾ダムと銅橋

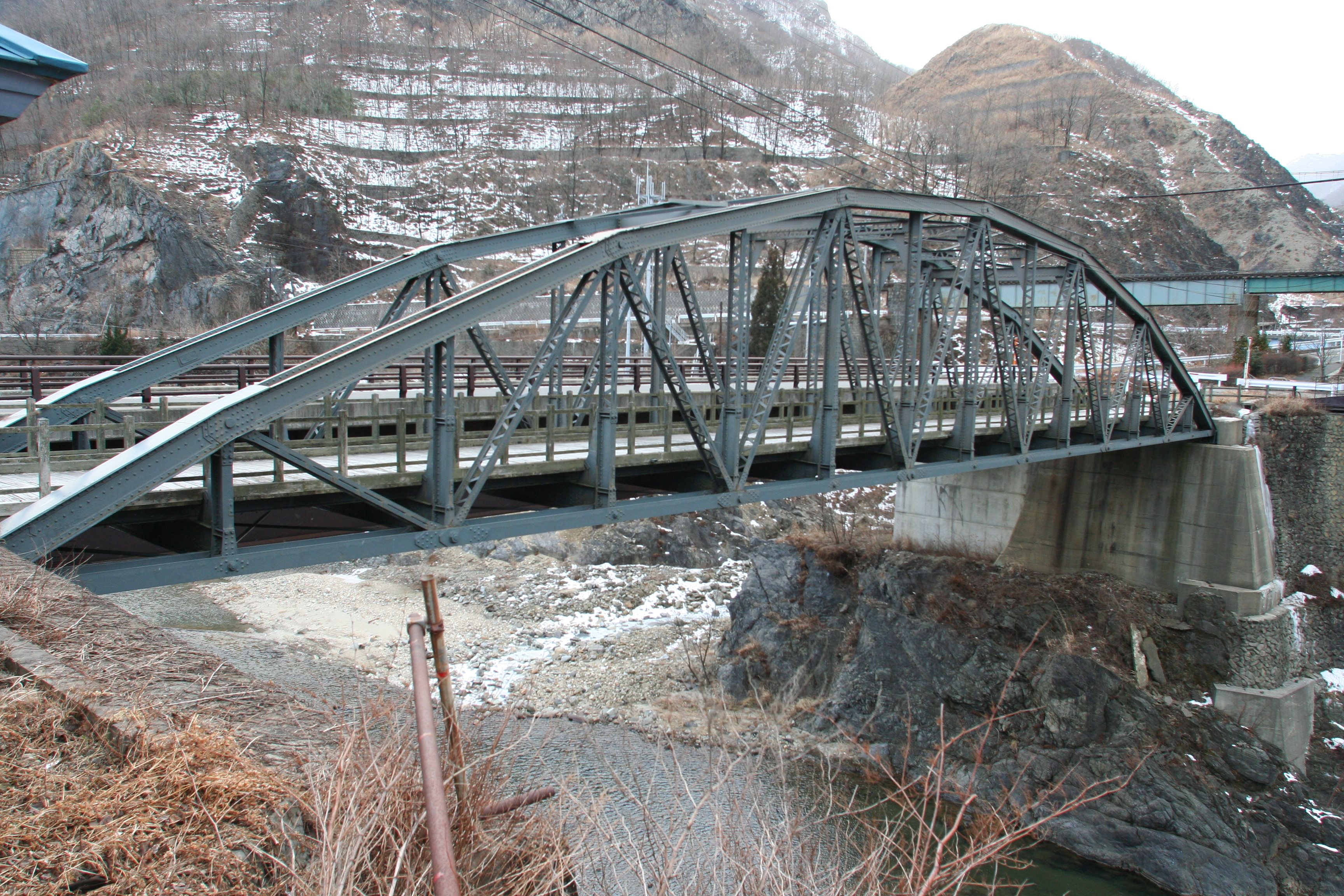
古河橋

- 第二松木川橋梁（足尾線（貨物線））- 廃橋
- 下間藤橋
- 第一松木川橋梁（わたらせ渓谷鐵道わたらせ渓谷線）
- 田元橋
- 大黒橋（栃木県道250号中宮祠足尾線）
- 新渡良瀬橋
- 渡良瀬橋（人道橋）
- 足尾橋
- 七滝橋
- 通洞大橋（栃木県道142号通洞停車場線）
- 砂畑橋
- 遠下橋（国道122号足尾バイパス）
- 第二渡良瀬川橋梁（わたらせ渓谷鐵道わたらせ渓谷線）
- 原橋（栃木県道139号原向停車場線）
- 沢入橋（群馬県道343号沢入桐生線）
- 第一渡良瀬川橋梁（わたらせ渓谷鐵道わたらせ渓谷線）
- 東宮橋
- 草木橋
- わらべ橋（人道橋）
- 萬年橋（群馬県道343号沢入桐生線）
- 松島橋
- 下松島橋
- 東橋
- 東瀬橋
- 五月橋（群馬県道257号根利八木原大間々線）
- くろほね大橋
- 貴船橋

中流

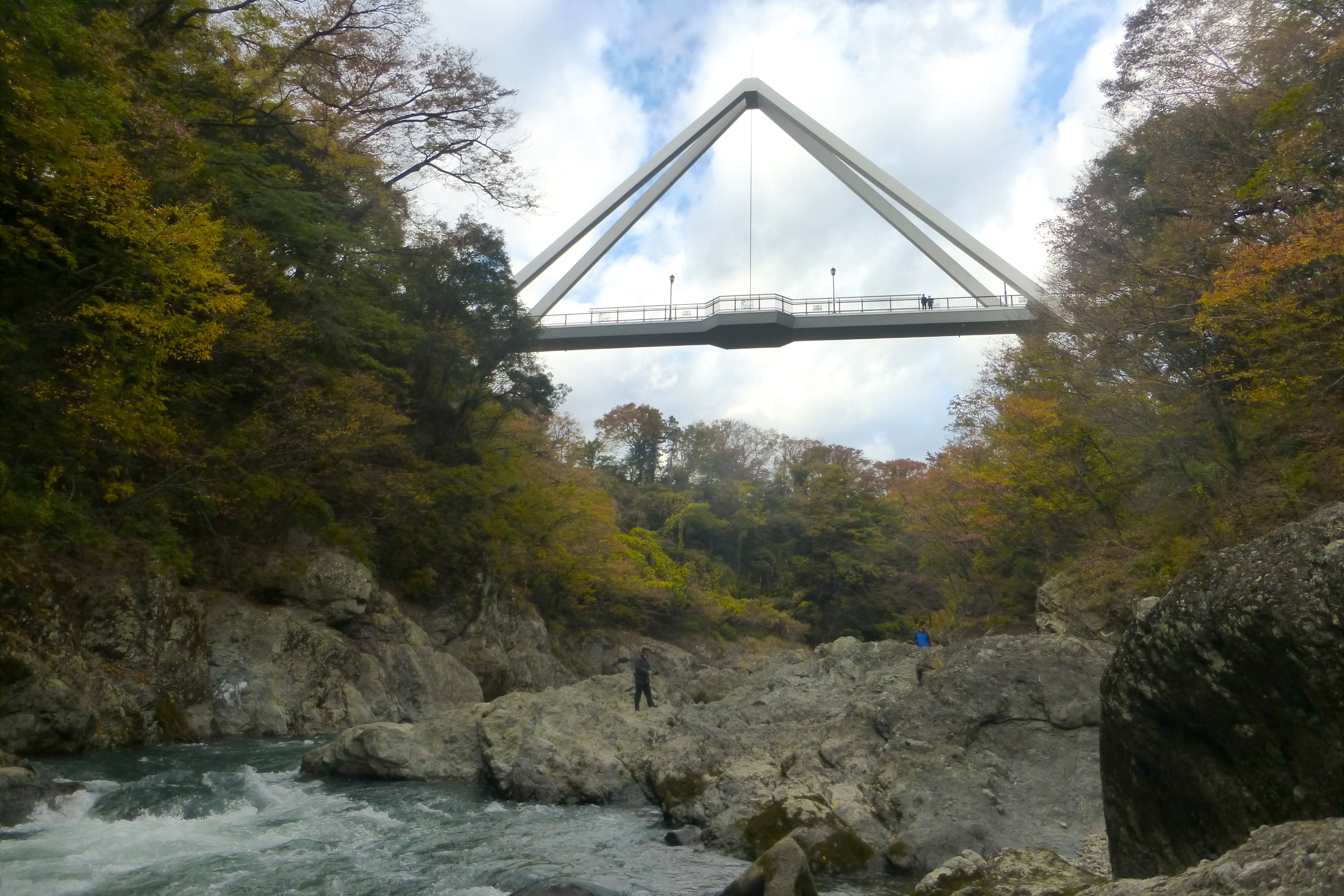
はねたき橋

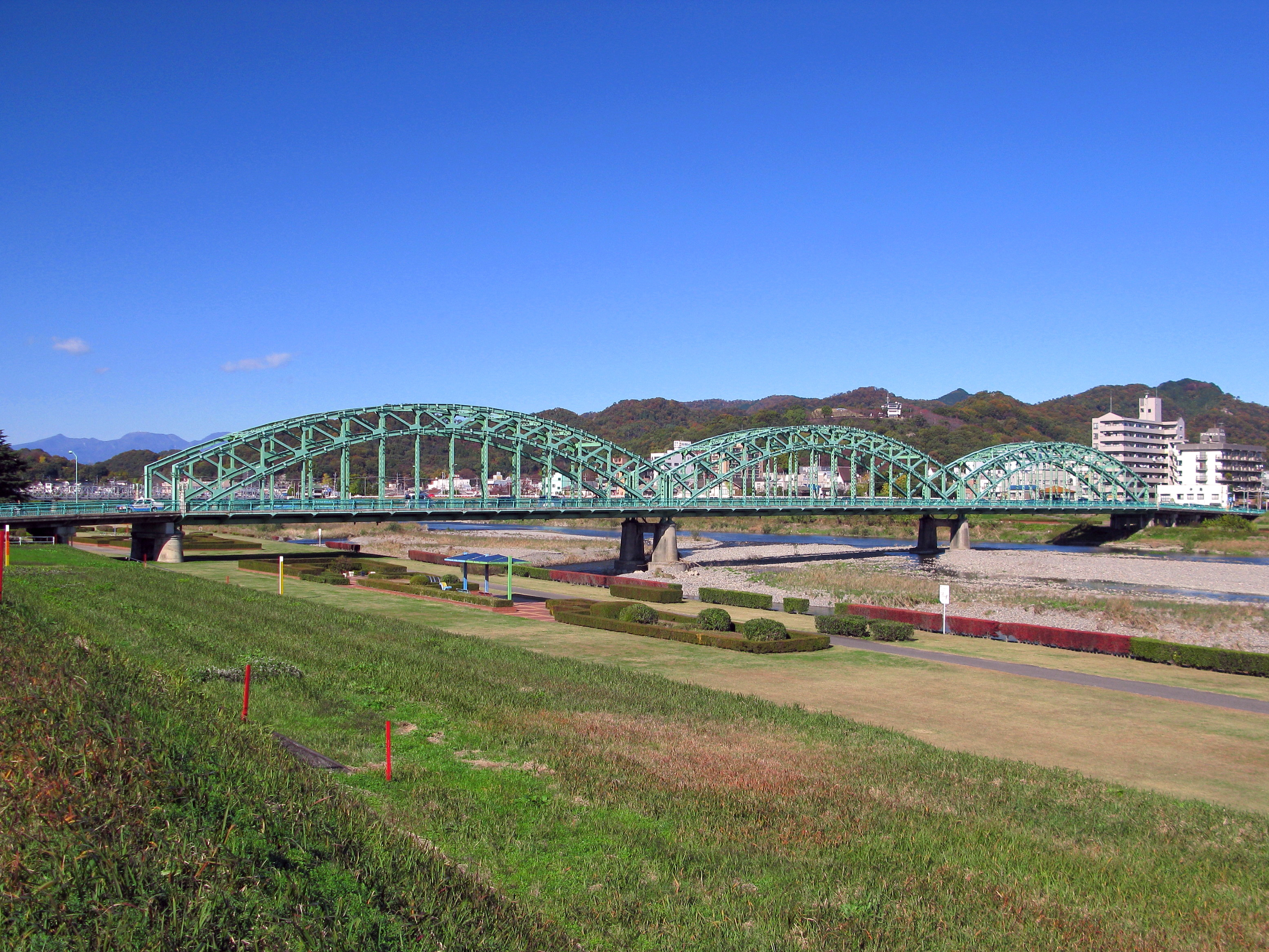
中橋

- 福岡大橋（群馬県道257号根利八木原大間々線）
- 新栄橋
- はねたき橋（人道橋）
- 高津戸橋（群馬県道338号駒形大間々線）
- 相川橋
- 赤岩橋（群馬県道3号前橋大間々桐生線）
- 渡良瀬川橋梁（上毛電気鉄道上毛線）
- 渡良瀬川橋梁（両毛線）
- 桐生大橋（清瀬橋）
- 錦桜橋（群馬県道68号桐生伊勢崎線）
- 中通り大橋
- 昭和橋（群馬県道332号桐生新田木崎線）
- 松原橋（群馬県道316号桐生太田線）
- 葉鹿橋（群馬県道・栃木県道254号毛里田坂西線）
- 鹿島橋（群馬県道・栃木県道256号竜舞足利線）
- 渡良瀬川橋（北関東自動車道）
- 緑橋（栃木県道40号足利環状線）
- 渡良瀬橋（栃木県道・群馬県道5号足利太田線）
- 中橋（栃木県道116号足利市停車場線）
- 田中橋（国道293号）
- 岩井橋
- 福寿大橋
- 福猿橋（栃木県道・群馬県道8号足利館林線）
- 川崎橋（栃木県道・群馬県道128号佐野太田線）

下流
- 渡良瀬川大橋（国道50号）

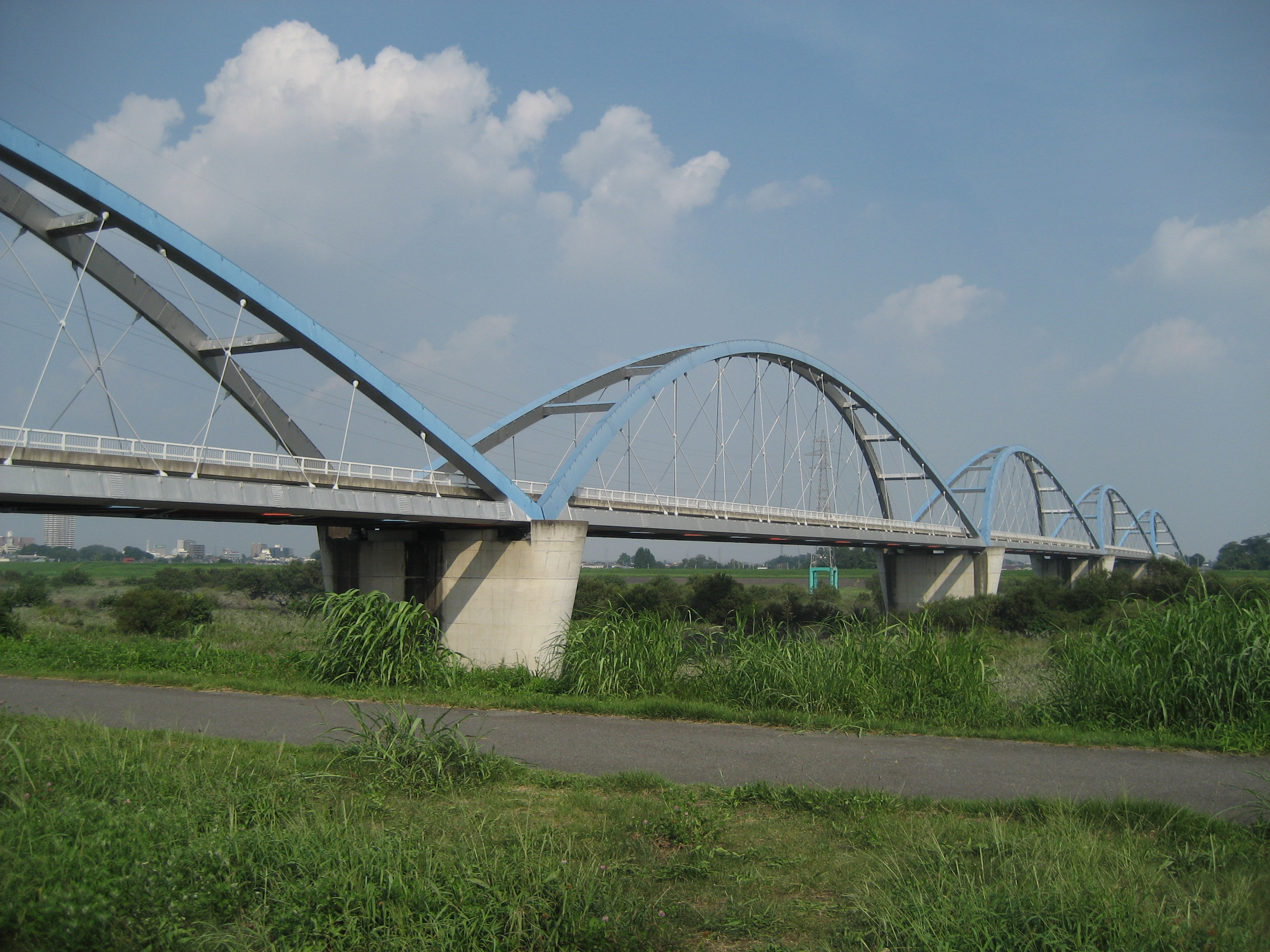
新三国橋

- 高橋大橋（栃木県道・群馬県道223号寺岡館林線）
- 渡良瀬大橋（栃木県道・群馬県道・埼玉県道7号佐野行田線）
- 渡良瀬川橋梁（東武佐野線）
- 渡良瀬川橋（東北自動車道）
- 渡良瀬川橋梁（東武日光線）
- 新開橋（栃木県道・群馬県道・埼玉県道・茨城県道9号佐野古河線）
- 藤岡大橋（栃木県道11号栃木藤岡線）
- 西赤麻橋（沈下橋）
- 新赤麻橋
- 赤麻橋（沈下橋） - 廃橋
- 野渡橋（沈下橋）- 人道橋
- 三国橋（国道354号・栃木県道・群馬県道・埼玉県道・茨城県道9号佐野古河線）
- 新三国橋（国道354号古河バイパス）